# 聖伊爾德豐索伊斯塔瓦坎
聖伊爾德豐索伊斯塔瓦坎（西班牙語：San Ildefonso Ixtahuacán）是危地馬拉的城鎮，位於該國西北部，由韋韋特南戈省負責管轄，面積184平方公里，海拔高度1,561米，2002年人口30,466，人口密度每平方公里165.58人。